# 山本禾太郎
山本 禾太郎（やまもと のぎたろう、1889年2月28日 - 1951年3月16日）は、日本の推理作家。本名、山本 種太郎（やまもと たねたろう）。

## 生涯
山本種太郎は、1889年（明治22年）2月28日に兵庫県神戸市で生まれた。小学校卒業後はすぐに海洋測器製作所の支配人に就いたとする資料もあるが、製作所支配人となったのは戦後のことで、小学校卒業後は丁稚奉公、工員、裁判所書記官など様々な職に就いたとする資料も存在する。浪曲師一座に顧問として入り、各地を放浪したこともあったという。
1926年（大正15年）に行われた『新青年』誌の懸賞小説に「窓」で2等入賞（夢野久作の「あやかしの鼓」と同位で、1等は受賞作なし）したことにより、山本種太郎は山本禾太郎として作家デビューを果たした（筆名は本名の「種太郎」から「重」を落としたもの）。しかし、この時期の山本は『新青年』と『探偵趣味』に数年かけて数本の短編を寄せるのみ、と寡作であった。1929年（昭和4年）から1年の休筆を挟んで1931年（昭和6年）から関西の探偵雑誌『猟奇』で活動を再開し、翌1932年（昭和7年）には代表作『小笛事件』（原題『頸の索溝』）の連載を、『神戸新聞』と『京都日日新聞』の紙上で半年に渡って行った。
翌1933年（昭和8年）5月に『ぷろふいる』が創刊されるとそこに加わったが、1935年（昭和10年）に第二の代表作「抱茗荷の説」発表後に『ぷろふいる』は休刊し、1938年（昭和13年）を境に山本は再び筆を断った。一方、1940年（昭和15年）には築地小劇場で作品を上映するなど、演劇への関心も示していた。終戦後の1946年（昭和21年）に『ぷろふいる』が復刊されたことを契機に活動を再開するも、同誌は直後に廃刊した。山本は翌1947年（昭和22年）後半に『神港夕刊』で長編2作目『消える女』を連載したが、結局はこれを最後に創作は途絶えた。その後、関西探偵作家クラブの副会長を務めた。
1951年（昭和26年）3月16日、神戸市長田区の自宅で死去。

## 作風
山本の著作は、「窓」や『小笛事件』に代表されるドキュメンタリー・タッチの写実主義と、「抱茗荷の説」のように怪奇小説の色合いが濃い幻想文学に二分される。
横井司は山本のリアリズムについて、山本が「一枚の地図」において検察側論告と弁護側論告を対比させる書き方をしたように、リアリティや客観性を追求しながらも、「関係者の主観」というフィクションによってそれを内部から食い破らせ、ひいては「事件」が生み出される現場を捉えようとするダイナミクスがある、と評価する。権田萬治も、山本の功績を「探偵小説における記録主義、ドキュメンタリズムの導入」と評し、誰もが日常の中で経験しそうなサスペンスを目指した点で、松本清張の先駆け的存在であるとする。しかし、山本は小説の現実化を動機の重視、トリックの心理化といった方向に発展させられなかった点で、松本清張には及ばなかった、と権田は評価してもいる。
小説の現実化というテーマについては、山本自身、同時代の探偵小説について「現実味のうすい、ときには手品じみてさえいるトリックが珍重される」「感情を盛ることが甚だ稀薄であって、ほとんど理知の世界といってもいゝ」と批判的であり、事件調書を小説の下敷きとすることで、山本は既存の現実離れしたトリック重視の探偵小説からの脱却を図ったのである、と山下武は分析している。しかしながら、ドキュメンタリー的手法を極限まで推し進めた結果として物語性が閉塞し、行き詰まりを感じた山本は本来の作風であった幻想・怪奇路線へと回帰していったのである、とも山下は述べている。

## 著作
| 題名（別題）           | 初出                                                    | 収録単行本 |
| 長編小説               | 長編小説                                                | 長編小説 |
| ---------------------- | ------------------------------------------------------- | --- |
| 首の索溝 （小笛事件）  | 『神戸新聞』・『京都日日新聞』1932年7月6日 - 12月28日号 | - 『小笛事件』（ぷろふいる社・1936年） - 『名作集』第1巻（日本探偵小説全集 第11巻・創元推理文庫・1996年） |
| 消える女 （心の狐）    | 『神港夕刊』1947年9月 - 11月17日号                      | - 『消える女』（梅田出版社・1948年） |
| 短編小説               |                                                         | |
| 窓                     | 『新青年』1926年6月号（第7巻第7号）                     | - 『現代大衆文學全集』第35巻（平凡社・1928年） - 『日本探偵小説全集』第17巻（改造社・1929年） - 『消える女』（梅田出版社・1948年） - 『日本推理小説大系』第6巻（東都書房・1961年） - 『大衆文学大系』第30巻（講談社・1973年） - 『パズルの王国』（ミステリーの愉しみ 第3巻・立風書房・1991年） - 『山本禾太郎探偵小説選』第1巻（論創ミステリ叢書・2006年） |
| 童貞                   | 『新青年』1926年11月号（第7巻第13号）                   | - 『日本探偵小説全集』第17巻（改造社・1929年） - 『山本禾太郎探偵小説選』第1巻（論創ミステリ叢書・2006年） |
| 閉鎖を命ぜられた妖怪館 | 『新青年』1927年4月号（第8巻第5号）                     | - 『現代大衆文學全集』第35巻（平凡社・1928年） - 『新青年傑作選集』第2巻（角川文庫・1977年） - 『山本禾太郎探偵小説選』第1巻（論創ミステリ叢書・2006年） |
| 馬酔木と薔薇           | 『サンデー毎日』臨時増刊1927年4月10日号                 | - 『山本禾太郎探偵小説選』第1巻（論創ミステリ叢書・2006年） |
| 空想の果て             | 『探偵趣味』1927年8月号（3年第8号）                     | - 『山本禾太郎探偵小説選』第1巻（論創ミステリ叢書・2006年） |
| 一枚の地図             | 『新青年』1927年11月号（第8巻第13号）                   | - 『創作探偵小説選集』1927年版（春陽堂書店・1928年） - 『山本禾太郎探偵小説選』第1巻（論創ミステリ叢書・2006年） |
| 小坂町事件             | 『新青年』1928年1月号（第9巻第1号）                     | - 『日本探偵小説全集』第17巻（改造社・1929年） - 『創作探偵小説選集』1928年版（春陽堂書店・1929年） - 『山本禾太郎探偵小説選』第1巻（論創ミステリ叢書・2006年） |
| 映画館事故             | 『探偵趣味』1928年3月号（4年第3号）                     | - 『山本禾太郎探偵小説選』第1巻（論創ミステリ叢書・2006年） |
| 長襦袢                 | 『新青年』1928年7月号（第9巻第8号）                     | - 『日本探偵小説全集』第17巻（改造社・1929年） - 『山本禾太郎探偵小説選』第1巻（論創ミステリ叢書・2006年） |
| 当選美人の死           | 『新青年』1928年10月号（第9巻第12号）                   | - 『山本禾太郎探偵小説選』第1巻（論創ミステリ叢書・2006年） |
| 龍吐水の箱             | 『新青年』1929年3月号（第10巻第4号）                    | - 『山本禾太郎探偵小説選』第1巻（論創ミステリ叢書・2006年） |
| 反対訊問               | 『新青年』1929年8月号増刊号（第10巻第10号）             | - 『山本禾太郎探偵小説選』第1巻（論創ミステリ叢書・2006年） |
| 貞操料                 | 『猟奇』1931年6月号（4年第4輯）                         | - 『山本禾太郎探偵小説選』第2巻（論創ミステリ叢書・2006年） |
| 重大なる過失           | 『猟奇』1931年7月号（4年第5輯）                         | - 『山本禾太郎探偵小説選』第2巻（論創ミステリ叢書・2006年） |
| 仙人掌の花             | 『猟奇』1932年1月号（5年第1輯）                         | - 『「猟奇」傑作選』（幻の探偵雑誌 第6巻・光文社文庫・2001年） - 『山本禾太郎探偵小説選』第2巻（論創ミステリ叢書・2006年） |
| 二階から降りきた男     | 『ぷろふいる』1933年5月号（第1巻第1号）                 | - 『山本禾太郎探偵小説選』第2巻（論創ミステリ叢書・2006年） |
| 一時五十二分           | 『ぷろふいる』1933年7月号（第1巻第3号）                 | - 『山本禾太郎探偵小説選』第2巻（論創ミステリ叢書・2006年） |
| 黒子                   | 『ぷろふいる』1933年10月号（第1巻第6号）                | - 『山本禾太郎探偵小説選』第2巻（論創ミステリ叢書・2006年） |
| おとしもの             | 『ぷろふいる』1933年12月号（第1巻第8号）                | - 『山本禾太郎探偵小説選』第2巻（論創ミステリ叢書・2006年） |
| 黄色の寝衣             | 『ぷろふいる』1934年1月号（第2巻第1号）                 | - 『山本禾太郎探偵小説選』第2巻（論創ミステリ叢書・2006年） |
| 幽霊写真               | 『ぷろふいる』1934年6月号（第2巻第6号）                 | - 『山本禾太郎探偵小説選』第2巻（論創ミステリ叢書・2006年） |
| セルを着た人形         | 『ぷろふいる』1934年8月号（第2巻第8号）                 | - 『山本禾太郎探偵小説選』第2巻（論創ミステリ叢書・2006年） |
| 涼み床机の怪談三つ     | 『神戸新聞』1934年7月21日号・7月24日号                  | |
| 八月十一日の夜         | 『ぷろふいる』1935年5月号（第3巻第5号）                 | - 『山本禾太郎探偵小説選』第2巻（論創ミステリ叢書・2006年） |
| 小さな事件             | 『ぷろふいる』1936年8月号（第2巻第8号）                 | - 『山本禾太郎探偵小説選』第2巻（論創ミステリ叢書・2006年） |
| 抱茗荷の説             | 『ぷろふいる』1937年1月号（第5巻第1号）                 | - 『抱茗荷の説』（熊谷書房・1946年） - 『怪奇探偵小説集』続々（双葉文庫・1984年） - 『怪奇探偵小説集』第3巻（ハルキ文庫・1998年） - 『山本禾太郎探偵小説選』第2巻（論創ミステリ叢書・2006年） |
| 少年と一万円           | 『シュピオ』1937年9月号（第3巻第7号）                   | - 『山本禾太郎探偵小説選』第2巻（論創ミステリ叢書・2006年） |
| 評論・随筆             |                                                         | |
| 冷汗三斗               | 『新青年』1926年7月号（第7巻第8号）                     | - 『山本禾太郎探偵小説選』第1巻（論創ミステリ叢書・2006年） |
| 妻の災難               | 『新青年』1926年10月号（第7巻第12号）                   | - 『山本禾太郎探偵小説選』第1巻（論創ミステリ叢書・2006年） |
| ペスト・ガラス         | 『探偵趣味』1926年12月号（2年第11号）                   | - 『山本禾太郎探偵小説選』第1巻（論創ミステリ叢書・2006年） |
| ざんげの塔             | 『探偵趣味』1927年6月号（3年第6号）                     | - 『山本禾太郎探偵小説選』第1巻（論創ミステリ叢書・2006年） |
| 死体・刃物・猫         | 『探偵・映画』1927年10月号（第1巻第1号）                | - 『山本禾太郎探偵小説選』第1巻（論創ミステリ叢書・2006年） |
| 屏風の蔭から出て来た男 | 『探偵・映画』1927年11月号（第1巻第2号）                | - 『山本禾太郎探偵小説選』第1巻（論創ミステリ叢書・2006年） |
| 法廷小景               | 『探偵趣味』1928年5月号（4年第5号）                     | - 『山本禾太郎探偵小説選』第1巻（論創ミステリ叢書・2006年） |
| ヒヤリとした話         | 『ぷろふいる』1933年6月号（第1巻第2号）                 | - 『山本禾太郎探偵小説選』第2巻（論創ミステリ叢書・2006年） |
| 車庫                   | 『ぷろふいる』1933年8月号（第1巻第4号）                 | - 『山本禾太郎探偵小説選』第2巻（論創ミステリ叢書・2006年） |
| 事実問題と推理         | 『ぷろふいる』1934年7月号（第2巻第7号）                 | - 『山本禾太郎探偵小説選』第2巻（論創ミステリ叢書・2006年） |
| 白蟻の魅力             | 『ぷろふいる』1935年10月号（第3巻第10号）               | - 『山本禾太郎探偵小説選』第2巻（論創ミステリ叢書・2006年） |
| 探偵小説と犯罪事実小説 | 『ぷろふいる』1935年11月号（第3巻第11号）               | - 『山本禾太郎探偵小説選』第2巻（論創ミステリ叢書・2006年） |
| ペンぬり犯人           | 『ぷろふいる』1936年1月号（第4巻第1号）                 | - 『山本禾太郎探偵小説選』第2巻（論創ミステリ叢書・2006年） |
| 犯罪から裁判まで       | 『ぷろふいる』1936年2月号（第4巻第2号）                 | - 『山本禾太郎探偵小説選』第2巻（論創ミステリ叢書・2006年） |
| 探偵劇のこと           | 『月刊探偵』1936年4月号（第2巻第3号）                   | - 『山本禾太郎探偵小説選』第2巻（論創ミステリ叢書・2006年） |
| あの頃                 | 『シュピオ』1937年6月号（第3巻第5号）                   | - 『山本禾太郎探偵小説選』第2巻（論創ミステリ叢書・2006年） |
| 探偵小説思い出話       | 戦後版『ぷろふいる』1946年7月号（第1巻第1号）           | - 『「黒猫」傑作選』（甦る推理雑誌 第2巻・光文社文庫・2002年） - 『山本禾太郎探偵小説選』第2巻（論創ミステリ叢書・2006年） |
| 日本人ばなれの嘉七さん | 『ぷろふいる』1947年4月号（第2巻第1号・通巻第3号）      | - 『山本禾太郎探偵小説選』第2巻（論創ミステリ叢書・2006年） |
| 月蝕について           | 『真珠』1947年10月1日号（通巻第2号）                    | - 『山本禾太郎探偵小説選』第2巻（論創ミステリ叢書・2006年） |
| 奇術と探偵小説         | 『関西探偵作家クラブ会報』1948年10月号                  | |

### 書籍
- 山下武『探偵小説の饗宴』青弓社、1990年。ISBN 978-4787290403。
- 横井司「解題」『山本禾太郎探偵小説選』 I、山本禾太郎著、論創社〈論創ミステリ叢書14〉、2006年、371-388頁。ISBN 978-4846007027。
- 横井司「解題」『山本禾太郎探偵小説選』 II、山本禾太郎著、論創社〈論創ミステリ叢書15〉、2006年、389-404頁。ISBN 978-4846007034。
- 権田萬治 編『日本探偵作家論』悠思社、1992年（原著1975年）。ISBN 978-4946424267。

### 雑誌
- 細川涼一「山本禾太郎における事実と虚構 - 『窓』『小坂町事件』を中心に」『京都橘大学大学院研究論集 文学研究科』第5号、京都橘大学大学院、2007年3月、29-43頁、ISSN 18809324、NAID 40015579427。